# Pierre Alfred Déséglise
Pierre Alfred Déséglise ( Bourges, 1823 - Ginebra, 1883) fue un botánico francés .
A sus 42 años, Déséglise vivíá de sus rentas en la propiedad familiar situada cerca de Graire, comuna de Berry-Bouy. Mantiene relaciones científicas con Alexandre Boreau (1803-1875) y aún de Hippolyte François Jaubert (1798-1874). En 1862, su reputación de botánico era lo suficientemente estable como para que le fuera propuesto la participación en una Comisión científica para viajar en la segunda Intervención Francesa en México, expedición militar y de otras índoles, proposición que rechaza.
En 1865, arruinado por sus parientes contra quienes litiga en proceso judicial, se ve obligado a instalarse en Mehun-sur-Yèvre y después, a principios de 1867, a París donde busca trabajo.
La guerra Franco-Prusiana de 1870 se declara en el momento mismo donde efectúa un viaje hacia el este de Francia y de Alemania. Las cuestiones de la guerra y de la Comuna de París de 1871, empeoran sus finanzas, le conducirán a irse a Ginebra a partir de septiembre de 1871. De 1874 a 1876, ocupa un puesto de asistente del Conservatorio y Jardín botánico de Ginebra.
El botánico suizo John Isaac Briquet (1870-1931) le dirige un juzgamiento severo :

Desalineado ha devenido en un "jordaniano" intransigente con la circunstancia agravante de una ausencia ostentosa de sentido crítico y de una preparación científica insuficiente. Sus trabajos han resultado, sobre todo en la "pulverización" de los géneros Rosa, Mentha y Thymus.

A su deceso, sus herbarios se vendieron y se dispersaron. Aunque hoy se conservan parcialmente en diferentes instituciones británicas : Museo de Historia Natural de Londres, Museo Nacional de Gales, de Cardiff, y en los museos de Bolton, de Leeds y de Nottingham.

## Algunas publicaciones
- Essai monographique sur cent cinq espèces de rosiers appartenant à la flore de la France. Angers, impr. de Cosnier et Lachèse, 1861 : 130 pp.
- Notes extraites d'un catalogue inédit des plantes phanérogames du département du Cher. Mémoires de la société académique du Maine-et-Loire, 1863, 13 : 97-117
- Rosiers du Centre de la France et du bassin de la Loire. Bulletin de la société d'études scientifiques d'Angers, 1874-1875, 4 : 84-151
- Catalogue raisonné ou énumération méthodique des espèces du genre rosier pour l'Europe, l'Asie et l'Afrique, spécialement les rosiers de la France et de l'Angleterre. Genève, C. Mentz, 1877 : 348 pp.
- Menthae opizianae, Extrait du ″Naturalientausch″ et du ″Nomenclator botanicus″, avec une clef analytique. Lyon, H. Georg, 1881 : 36 pp.
- Menthae opizianae. Observations sur 51 types authentiques d'Opiz et accompagnées de descriptions... 2ème mémoire. Lyon, H. Georg, 1882 : 34 pp.

## Honores

### Epónimos
- (Alliaceae) Allium deseglisei Boreau[1]
- (Asphodelaceae) Asphodelus deseglisei Jord. & Fourr.[2]
- (Asteraceae) Hieracium deseglisei (Boreau)[3] Zahn[4]
- (Euphorbiaceae) Tithymalus deseglisei (Boreau ex Boiss.) Soják[5]
- (Lamiaceae) Mentha deseglisei (Malinv.)[6] Pérard[7]
- (Rosaceae) Rosa deseglisei Boreau[8]
- (Rosaceae) Rubus deseglisei Genev.[9]
- (Violaceae) Viola deseglisei Jord. ex Boreau[10]

- La abreviatura «Déségl.» se emplea para indicar a Pierre Alfred Déséglise como autoridad en la descripción y clasificación científica de los vegetales.[11]